# Rokietnica (Subkarpaten)
Rokietnica is een dorp in het Poolse woiwodschap Subkarpaten, in het district Jarosławski. De plaats maakt deel uit van de gemeente Rokietnica en telt 2500 inwoners.